# Жульєтта Бенцоні
Дама Жульє́тта Бенцо́ні (фр. Juliette Benzoni); справжнє ім'я — Андре́-Маргари́та-Жульє́тта Манже́н (фр. Andrée-Marguerite-Juliette Mangin; 30 жовтня 1920, Париж, Франція — 8 лютого 2016, Сен-Манде, Валь-де-Марн, Франція) — французька письменниця, яка працювала в жанрі історичного любовного роману, журналістка. Жульєтта Бенцоні входить до числа найчитаніших авторів Франції, її романи перекладено 22 мовами світу, опубліковано у понад 20 країнах тиражем понад 50 мільйонів.

## Життєпис
Народилася 30 жовтня 1920 року у Франції, в Парижі на Авеню де Ла Бурдоне, в сім'ї промисловця лотаринзького походження Шарля-Юбера Манжена і уродженки Шампані з ельзаським і швейцарським корінням Марії-Сюзанни Арно. З дитинства захоплювалася творчістю А. Дюма-батька. У дитинстві жила в Сен-Жермен-де-Пре, навчалася на курсах мадемуазель Дезір при ліцеї Фенелона, після чого в коледжі Хюльст, де здобула диплом бакалавра, потім у Паризькому католицькому інституті.
1941 року одружилася з лікарем Моріса Галуа і переїхала жити до нього в Діжон, де проводила багато часу в бібліотеках, вивчаючи історію Бургундії. У першому шлюбі народила двоє дітей — дочку Анну і сина Жана-Франсуа. Після смерті першого чоловіка 1950 року переїхала до родичів у Марокко, де в 1953 одружилася з капітаном Андре Бенцоні. Через кілька років Жульєтта Бенцоні повернулася до Франції й оселилася в передмісті Парижа Сен-Манде, де її другий чоловік працював помічником мера аж до своєї смерті 1982 року.
Протягом 1953—1956 років Жульєтта Бенцоні працювала журналісткою і писала статті на історичні теми, а 1964 року випустила свій перший великий роман «Катрін». Відтоді створила безліч історико-пригодницьких і любовно-історичних романів, відмінною рисою яких є поєднання романтики з точною фактологією щодо реальних історичних подій і особистостей.
Жульєтта Бенцоні жила в своєму будинку в Сен-Манде, де й написала більшість своїх книг: щодня від 6 до 9 години ранку вона працювала над створенням нових книг, надаючи перевагу друкарській машинці перед комп'ютером чи ноутбуком, і публікувала по два романи на рік. У число інтересів і захоплень Жульєтти Бенцоні входили історія, мистецтво, читання, музика, кулінарія, вітрильний спорт, необроблені камені, старовинні будинки.

## Нагороди
- 1973 — премія імені Александра Дюма-батька
- 1988 — премія Луї Барту[fr] та срібна медаль Французької академії за роман «Félicia au soleil couchant»[5]
- 1998 — кавалер ордена «За заслуги»

## Екранізації
1968 року режисер Бернар Бордері зняв кінофільм «Катрін» за мотивами першого роману однойменного багатотомного циклу. На французькому телебаченні (Antenne-2, нині France 2, TF1) режисер Маріон Сарро зняв, на основі однойменних багатотомних циклів книг, мінісеріали «Маріанна» (1983), «Катрін» (1986), «Кречет» (1987) і «Флорентійка» (1991), випущені у Франції на DVD.